# ティエント
ティエント（西: tiento）は、15世紀中葉にスペインで生まれた音楽のジャンルである。形式上はイングランド、ドイツ、ネーデルラントにおけるファンタジア、イタリアで創始されたリチェルカーレに類似する。語源はスペイン語の動詞tentar（触れる、誘う、試す）に由来し、当初はハープ、ビウエラ、チェンバロ、オルガンなどの独奏を指した。16世紀の終わりまでにはティエントは鍵盤楽器、とくにオルガン音楽の一分野を意味するようになった。フアン・カバニーリェスの時代に到るまでスペインのオルガン音楽の主要な様式であり、さまざまな変化形が発達した。また20世紀の多くの作曲家がティエントというタイトルで作曲している。

## 形式
ティエントの形式は非常に変化に富んでおり、フーガやロンドといった厳格な構造というよりは一連の傾向の集まりと言える。ほぼすべてのティエントがある程度模倣的であるが、フーガほどには複雑に発達していない。このためティエントは上述のような他の萌芽期の模倣的形式と関連付けられて来た。同様に、誕生から18世紀の衰退に至るまで大幅に進化したことから、その形式に単一の特性をあてはめることは難しい。最初期のティエント（カベソンの作品のような）は、厳格なモテット様式の対位法の広範な使用において、様式的にはリチェルカーレに極めて近い。のちには（特にカバニーリェスの作品）古い厳格対位法様式と、トッカータやある種のファンタジアに典型的な、名人芸的で感情的な装飾的表現の両者を行き来するようになる。この進化は、ひとつにはスペインのオルガンの発達に関連しており、最終的にはいくつかの変化形や下位形式を含むようになった。そのいくつかを下に挙げる。
Tiento de medio registro
16世紀中期以降スペインのオルガンにしばしば見られる分割ストップを使用するティエント。標準的には全部が用いられるのに対して、オルガンの鍵盤の半分ずつを異なるパイプ群に割り当てることで、奏者は同一の鍵盤でソロと伴奏に異なる音色を使うことができた。この様式はフランシスコ・コレア・デ・アラウホ、Aguilera de Heredia、パブロ・ブルーナの作品に顕著に現れている。
Tiento de lleno
Tiento de medio registroとは反対に、一つの音色で演奏される。
Tiento de falsas
ドラマチックな効果のために不協和音を多用するティエント。Falsasとは間違った音あるいは現在の調性や旋法に含まれない音を意味する。イタリアにおけるDurezze e ligature（協和と不協和）に類似する。
Tiento pleno
プレリュード、フーガ、ポストリュードの3つのパートから成る変則的なティエント。他のティエントよりドイツのプレリュードに共通点がある。

## 作曲家
- アントニオ・デ・カベソン (1510–1566)
- António Carreira (ca. 1520/30– fl. 1587/97)
- Bernardo Clavijo de Castillo (1545–1626)
- Manuel Rodrigues Coelho (1555–1635)
- Sebastián Aguilera de Heredia (1561–1627)
- Francisco de Peraza (1564–1598)
- Gaspar Fernandes (1566–1629)
- Estacio de Lacerna (ca. 1570–after 1616)
- フランシスコ・コレア・デ・アラウホ (1584–1654)
- José Ximénez (1601–1672)
- José Perandreu (fl. mid-17th century)
- パブロ・ブルーナ (1611–1679)
- フアン・カバニーリェス (1644–1712)

- 現代の作曲家
  - ジャン・ラングレー (1907–1991): Suite Médiévaleの第2楽章でティエントを用いる (1947)
  - モーリス・オアナ (1913–1992): Tiento for guitar (1957)
  - クリストバル・アルフテル (1930-): Tiento (1981)
  - Manuel Castillo (1930-2005): Preludio, tiento y chacona (1972)